# سولومون (آلاسکا)
سولومون (به انگلیسی: Solomon) شهرکی در ناحیه سرشماری نوم، آلاسکا ایالت آلاسکا است که جمعیت آن در سرشماری سال ۲۰۰۰ میلادی ۴ نفر بوده‌است.